# Carl Gustav Schwetschke
Carl Gustav Schwetschke, född 5 april 1804 i Halle an der Saale, död där 4 oktober 1881, var en tysk författare.
Schwetschke studerade filosofi i Halle och Heidelberg, men blev relegerad eftersom han hade deltagit i Burschenschaft-rörelsen i sin födelsestad. Från 1825 var han därför verksam i sin fars bokhandel och blev 1828 redaktör för "Hallescher Kurier". 
Schwetschke blev 1848 ledamot av Frankfurtparlamentet, där han anslöt sig till Kejsarpartiet och i februari 1849 utgav sin, mot den demokratiska vänstern riktade, på latin avfattade skrift Novæ epistolæ obscurorum virorum (jubileumsutgåva med kommentar 1874). Senare följde Novæ epistolæ clarorum virorum (1855), som angrep den preussiska reaktionen. 
Av Schwetschkes dikter, delvis avfattade på latin, kan nämnas det didaktiska eposet Bismarckias (1867), Varzinias och Zeitgedichte. Vidare utgav han litteratur- och kulturhistoriska arbeten, som Vorakademische Buchdrucker-Geschichte der Stadt Halle, som gav honom doktorsgraden vid universitetet, Geschichte des L'Hombre og Zur Geschichte des Gaudeamus igitur. Han utgav själv Ausgewählte Schriften (1864, utökad upplaga 1866); senare utkom Neue ausgewählte Schriften (1878).